# カツカレーの日
『カツカレーの日』（カツカレーのひ）は、西炯子による日本の漫画作品。『月刊フラワーズ』（小学館）にて2015年1月号から12月号まで連載された。単行本は全2巻。

## あらすじ
両親の失敗例を見て育ち、恋愛結婚に夢を持てない会社員・斉藤美由紀は、30歳を前に現実的な結婚をしようと目標を立て、同棲中の売れない劇団員に別れを告げ、家を出て行くよう宣告する。同僚のすすめで結婚紹介所に入会した美由紀だったが、相手がいまいちピンと来なかったり、許容できない点があったりとなかなかうまくいかない。たまたま入った読書カフェで、備え付けのノートに愚痴を零した美由紀は、後日、再び来店した際に、ノートに返事があることに気が付く。ノートを通じて言い合いを続け、遂には相手と直接会うところまで達する。相手は、同じ会社の人間で、長年海外で現場一筋で仕事をしてきた男だった。

## 登場人物
斉藤 美由紀（さいとう みゆき）
竹清水建設 設備設計部社員。28歳。
大恋愛の末に結婚した両親がわずか5年で離婚したため、恋愛結婚に夢が持てず、同棲中の売れない劇団員に別れを切り出し、婚活を始める。
高橋 美紀（たかはし よしのり）
竹清水建設 事業部社員。橋の建設一筋で生きてきて、あだ名は「橋バカの高橋」「バカ橋」。現場一筋を標榜し、長年海外の支社で仕事をしてきた。後進の指導を頼まれているが、ずっと現場にいたいとの思いから、早期退職し、カンボジアで建設会社を設立する予定。
一法師 護（いっぽうし まもる）
美由紀の彼氏。売れない劇団員。美由紀が恋愛結婚を嫌う理由は耳にタコができるほど聞かされている。別れを切り出され、就職を決意する。

## 書誌情報
- 西炯子 『カツカレーの日』 小学館〈フラワーコミックスα〉 全2巻
  1. 2015年7月10日発売、ISBN 978-4-09-137434-9
  2. 2016年1月10日発売、ISBN 978-4-09-138234-4